# 시계들
《시계들》(The Clocks)은 영국의 추리작가 애거사 크리스티가 1963년 발표한 장편 추리소설이다.

## 줄거리
작업 의뢰를 받고 크레센트 가 19번지의 집을 방문한 속기사 셰일라는 무수히 많은 시계들이 놓여져 있는 방 안에 어느 남성의 시체가 쓰러져 있는 것을 보게 된다. 살해당한 R.H.커리라는 이름의 남성은 그 집 주인도 아니었으며, 그의 주위에 있던 시계들 또한 그 집 주인의 것이 아니었다.

## 등장인물
- 에르퀼 푸아로
- 콜린 램 : 비밀정보요원(배틀 총경의 아들)
- 셰일라 웹
- 마틴데일 양
- 에드나 브렌트
- 펩마쉬 양
- 제임스 워터하우스
- 에디스 워터하우스
- 헤밍 부인